# 波里奇恰-格倫托韋
49°42′14″N 23°41′36″E / 49.70389°N 23.69333°E
波里奇恰-格倫托韋（烏克蘭語：Поріччя-Грунтове），是烏克蘭的村落，位於該國西部利沃夫州，由戈羅多克區負責管轄，始建於1659年，面積0.59平方公里，海拔高度265米，2001年人口141，人口密度每平方公里238.98人。